# 桑喬一世 (潘普洛納)

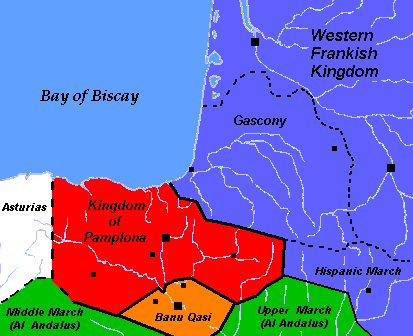
桑喬一世去世時的潘普洛納王國

桑喬一世·加爾塞斯（西班牙語：Sancho I Garcés，約860年—925年12月11日）是905年到925年在位的潘普洛納國王。他是加西亞·希梅內斯的一個兒子，加西亞·希梅內斯是「潘普洛納王國另一部份領土」的國王，他的母親是達迪爾迪斯·德帕亞斯，加西亞·希梅內斯的第二任妻子。
在905年，弗頓·加爾塞斯國王的敵人，包含卡希家族的盧布·伊本·穆罕默德、阿斯圖里亞斯國王阿方索三世、亞拉岡的加林多·阿斯納二世、以及桑喬的舅舅帕亞斯與里瓦哥薩的雷蒙德一世，共同組成了一個聯盟，他們廢黜了弗頓，然後將桑喬拱上王位取代他。綜觀他的統治，他在與南方穆斯林領主的爭端中取得數次的成功。在907年，他與他過去的盟友盧布·伊本·穆罕默德決裂，在一場戰役中殺了他。四年後，另一個過去的盟友加林多·阿斯納，聯合了他的內兄穆罕默德·塔維爾與阿卜杜·阿拉·伊本·盧布·伊本·卡希來攻擊桑喬，但是他們被擊潰了，並且被打到失去任何威脅能力。塔維爾逃亡並在不久後被殺，而卡希家族的勢力則被嚴重的削弱，加林多則被迫向桑喬稱臣，導致亞拉岡伯國併入潘普洛納王國。在920年時，他與里瓦哥薩的貝爾納德一世及阿姆盧斯·伊本·穆罕默德（穆罕默德·塔維爾的兒子）結盟，來攻打卡希家族統治的蒙宗。他的幾次成功使得外港口（Ultra-Puertos）或者說是下納瓦拉（Baja Navarra）地區得以加入他的領土，並且將他的領土最遠擴張到納赫拉。在924年他以感恩節奉獻他的幾場勝利的名義，在阿爾貝達建立了女修道院。
或許是為了要合法化他的繼承王位，桑喬娶了歐內卡·弗頓內斯的女兒托達為妻。因此桑喬與托達的子女也都是納瓦拉君主的阿里斯塔王朝的後裔，但同樣也與哥多華的阿卜杜·拉赫曼三世有血緣關係，阿卜杜·拉赫曼三世是歐內卡與前任丈夫的孫子。925年桑喬去世時，他唯一的兒子年紀尚小。因此桑喬的王位由他的弟弟希梅諾·加爾塞斯繼承，在希梅諾·加爾塞斯去世後，桑喬的兒子加西亞得以在托達的攝政下繼位。在他的記憶中，他們家族被安達盧斯的史學者稱為桑喬家族（Banu Sanyo，阿拉伯语：‎，「桑喬的後裔」）。

## 家庭
羅達古抄本提到桑喬與托達有六個子女：
- 歐內卡，雷昂的阿方索四世的妻子
- 桑琪亞，第一次嫁給雷昂的奥多尼奥二世，第二次嫁給阿拉瓦的阿瓦羅·埃拉梅利斯（Alvaro Herraméliz），第三次嫁給卡斯提亞伯爵费尔南·冈萨雷斯
- 烏拉卡，雷昂的拉米罗二世的妻子
- 維拉斯基塔或貝拉斯基塔（Velasquita or Belasquita），第一次嫁給比斯卡亞伯爵姆尼歐（Munio），第二次嫁給里瓦哥薩伯爵貝爾納德的兒子加林多（Galindo），第三次嫁給貴族弗頓·加林德斯
- 歐爾比塔（Orbita）
- 加西亞，潘普洛納國王，第一次娶安德蕾哥塔·加林德斯為妻，第二次娶特蕾莎（Teresa）

桑喬也有私生女兒：
- 盧帕（Lupa），畢哥雷伯爵雷蒙德一世（Raymond I）的母親